# Flindersioideae
Flindersioideae, malena biljna potporodica od dva roda i dvadestak vrsta, koje čine dio je porodice rutovki. Nekada se računala za samostalnu porodicu Flindersiaceae  C.T. White ex Airy Shaw

## Rodovi
1. Chloroxylon DC.
2. Flindersia R. Br.